# 亘理町立高屋小学校
亘理町立高屋小学校（わたりちょうりつ こうやしょうがっこう）は、宮城県亘理郡亘理町にある公立小学校。

## 沿革
- 1881年（明治14年）3月 - 高屋小学校として開校[2][3]。有志からの寄付で設けた茅葺家屋を校舎とする[2]。
- 1885年（明治18年）4月 - 高須賀小学校（現：荒浜小学校）の分教場に移行[4]。
- 1886年（明治19年）11月 - 「高須賀尋常小学校高屋分教場」に改称[5]。
- 1889年（明治22年）6月 - 「逢隈尋常小学校高屋分教場」に改称[2]。
- 1893年（明治26年）5月 - 「逢隈尋常高等小学校高屋分教場」に改称[6]。
- 1901年（明治34年）4月 - 「高屋尋常小学校」として独立[6]。
- 1903年（明治36年）3月 - 新校舎を落成[2]。
- 1934年（昭和9年）4月 - 講堂兼屋内体操場を落成[7]。
- 1941年（昭和16年）4月1日 - 国民学校令施行に伴い、「高屋国民学校」に改称[8]。
- 1947年（昭和22年）4月1日 - 学校教育法施行に伴い、「逢隈村立高屋小学校」に改称[8]。
- 1950年（昭和25年）8月 - 校庭を拡張[8]。
- 1955年（昭和30年）2月1日 - 町村合併に伴い、「亘理町立高屋小学校」に改称[8]。
- 1959年（昭和34年） - 寄贈された校旗を制定[8]。
- 1961年（昭和36年）3月1日 - 校歌（作詞：丹野修二、作曲：海鋒義美[9]）と校章を制定[8]。
- 1974年（昭和49年）6月 - 校地を拡張[8]。
- 1978年（昭和53年）7月 - プールを落成[3]。
- 1981年（昭和56年）
  - 2月 - 新校舎と新体育館を落成[3]。
  - 9月 - 鼓笛隊を結成[3]。
- 1982年（昭和57年）3月 - 児童会の歌を制定[3]。
- 1984年（昭和59年）
  - 5月 ｰ 学校田での活動を開始[3]。
  - 7月 - 宮城県立ろう学校（現：宮城県立聴覚支援学校）との交流を開始（2015年まで）[10]。
- 1989年（平成元年）3月 - 陶芸・体育館用倉庫を設置[3]。
- 1991年（平成3年）3月 - 校地を拡張[3]。
- 1999年（平成11年）4月 - 特殊学級（現：特別支援学級）を開設[3]。
- 2000年（平成12年）4月 - 学校ボランティア活動を開始[3]。
- 2003年（平成15年）4月 - 人権教育市村事業モデル校に指定（3年間）[10]。
- 2004年（平成16年）2月 - 全日本年賀状大賞コンクールNHK学園賞を受賞[10]。
- 2010年（平成22年）3月 - 特別支援学級を増設[3]。
- 2011年（平成23年）3月11日 - 東日本大震災により施設が被災したり、在籍児童が犠牲となる[11]。
- 2013年（平成25年）7月 - プールを復旧[3]。
- 2017年（平成29年）
  - 4月 - 日本ユネスコ協会連盟より減災教育推進校に指定[10]。
  - 10月 - 小規模特認校に指定[10]。
  - 11月 - 健康な口腔とよい歯の学校表彰を30年連続で受賞[10]。
- 2023年 （令和5年）12月 ‐ 大谷グローブが寄贈された。

## 教育目標
- 夢を持ち、希望を叶えるためにがんばる子どもを育てる[3]

## 施設概要
主な施設を掲載。
- 校舎（1,776 m2） - 鉄筋コンクリート造2階建て
- 体育館（769 m2） - 鉄骨造平屋建て
- 校庭
- プール

## 学区
- 亘理町逢隈高屋
  - 字道下、字柴、字柴東、字柴西、字柴北、字石堂上、字石堂下、字石堂東、字鷹野橋、字保原、字保戸原、字倉東、字中野上、字渋田、字中原、字前原、字北原、字新釜、字鳥屋崎
  - 字高下（一部）
- 亘理町逢隈鷺屋（全域）
- 亘理町逢隈蕨
  - 字酉、字天、字人、字中蕨、字梨木、字荷揚場東、字寅、字申、字卯、字福田、字佐馬、字福、字福、字未、字鴫内
- 亘理町長瀞
  - 字稲荷前（一部）
  - 字八幡前（一部）
  - 字柴西（一部）
- 亘理町荒浜
  - 字我妻（一部）
  - 字星（一部）

出典：

## 進学先の中学校
亘理町立亘理中学校（亘理町沼頭）へ進学する区域
- 亘理町逢隈高屋
  - 字道下、字柴、字柴東、字柴西、字柴北、字石堂上、字石堂下、字石堂東、字鷹野橋、字保原、字保戸原、字倉東、字中野上、字渋田
  - 字高下（一部）
- 亘理町長瀞
  - 字稲荷前（一部）
  - 字八幡前（一部）
  - 字柴西（一部）

亘理町立荒浜中学校（亘理町荒浜）へ進学する区域
- 亘理町逢隈高屋
  - 字中原、字前原、字北原、字新釜、字鳥屋崎
- 亘理町荒浜
  - 字我妻（一部）
  - 字星（一部）

亘理町立逢隈中学校（亘理町逢隈）へ進学する区域
- 亘理町逢隈鷺屋
  - 字宮前、字宮後、字関タリ、字中在家、字高田、字北原、字儘ノ内、字江合、字狭間
- 亘理町逢隈蕨
  - 字酉、字天、字申、字人、字中蕨、字梨木、字荷揚場東、字寅、字卯、字福田、字佐馬、字福、字未

出典：

## アクセス

### 自動車
- 常磐自動車道 - 鳥の海スマートインターチェンジから約3分